# Dionne-Fünflinge

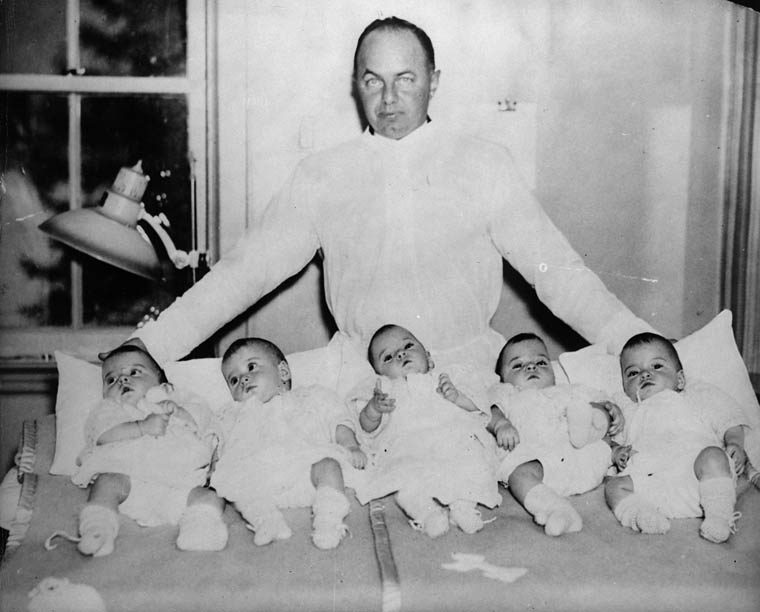
Die Dionne-Fünflinge mit dem damaligen Premierminister von Ontario Mitchell Hepburn

Die Dionne-Fünflinge waren die ersten bekannten überlebenden Fünflinge. Sie wurden am 28. Mai 1934 in der kanadischen Provinz Ontario geboren. Der Landarzt Allan Roy Dafoe und zwei Hebammen entbanden die fünf eineiigen Mädchen in einer Hütte ohne Wasser und Stromversorgung. Ihr Geburtsgewicht betrug kaum mehr als 1000 Gramm – zusammen brachten sie nur 6670 Gramm auf die Waage. Da keiner der bis dahin bekannten Fünflinge länger als 50 Minuten überlebt hatte, räumte Dafoe den Neugeborenen keine Überlebenschancen ein und rief einen Geistlichen zur letzten Ölung. Obwohl sie mit einer Lösung aus Maissirup, Wasser, Kuhmilch und Rum gefüttert wurden, überlebten überraschenderweise alle. Ihre Namen sind Yvonne (Edouila Marie), Annette (Lillianne Marie), Cécile (Marie Emilda), Emilie (Marie Jeanne) und Marie (Reina Alma).
Über den tatsächlichen Geburtsort gibt es unterschiedliche Ansichten, da die Farm der Familie zwischen zwei Städten lag. Ihre Geburt wurde jedoch in  Corbeil registriert, das die Eltern als ihre Heimatstadt betrachteten. Da die etwas größere Nachbarstadt Callander jedoch mehr Einnahmen aus der Vermarktung der Kinder erhielt, wird des Öfteren behauptet, sie seien dort geboren worden.

## Familie

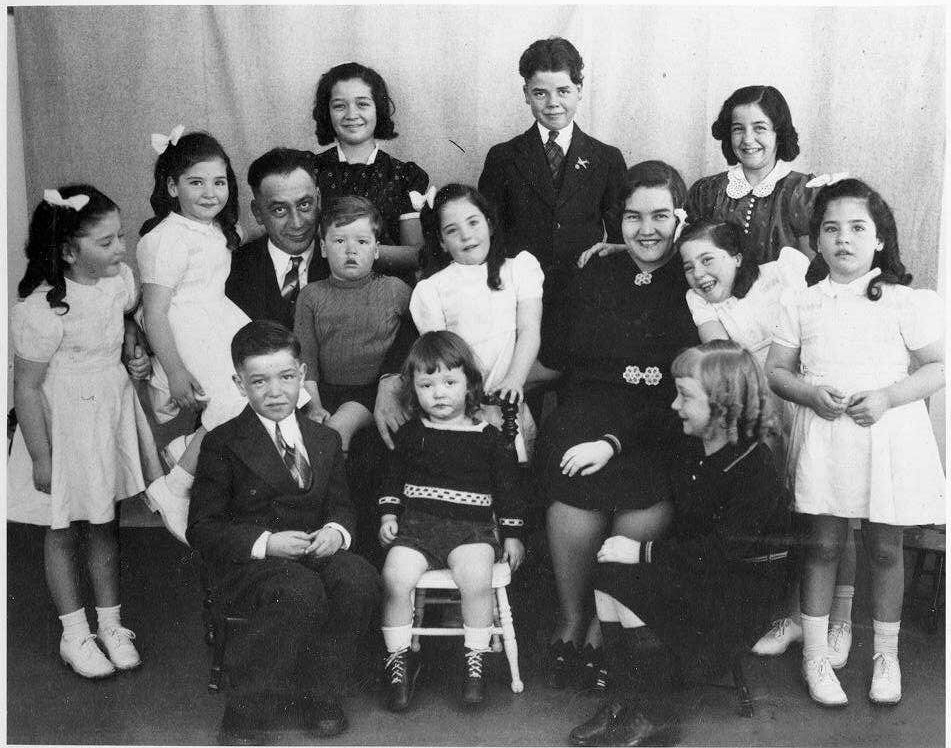
Familie Dionne

Die Eltern waren die Franko-Ontarier Elizire Legros (* 1909; † November 1986) und Oliva Dionne (* 1903 in Corbeil, Ontario; † 1979), die 1925 geheiratet hatten. Die Fünflinge hatten neun weitere Geschwister: drei ältere Brüder, drei ältere Schwestern und drei jüngere Brüder. Ernest war der Älteste. Er wurde im Dezember 1926 geboren. Rose kam 1928 als älteste Tochter zur Welt. Therese wurde im Mai 1929 geboren.
1930 gebar Elizire ein Kind mit dem Namen Leo, das jedoch bereits im Säuglingsalter an einer Lungenentzündung starb. Daniel kam im April 1932 zur Welt. Er baute sein Elternhaus zum Dionne Quints Museum um. Pauline wurde 1933 geboren und war lediglich elf Monate älter als die Fünflinge. Oliva Jr. wurde 1936, zwei Jahre nach den Fünflingen geboren. Victor kam als zwölftes Kind 1938 auf die Welt. Claude, der jüngste der Familie, wurde 1946 geboren.

## Leben

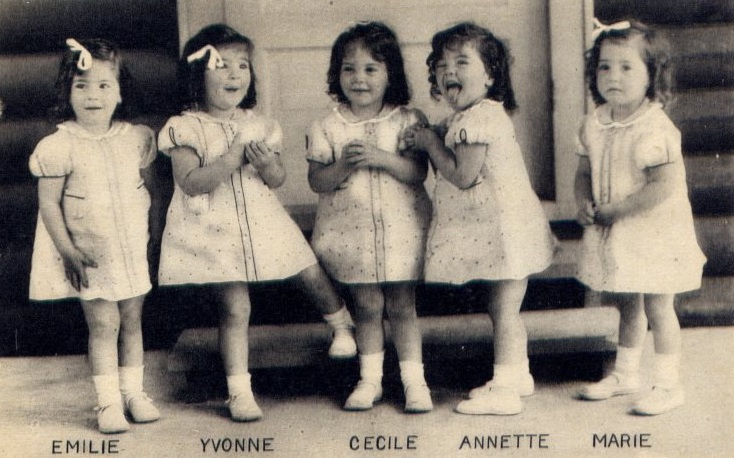
1937

Auf Grund finanzieller Probleme trafen die Eltern die Entscheidung, die Kinder auf der Weltausstellung in Chicago auszustellen, woraufhin die Regierung Ontarios unter Mitchell Hepburn ihnen 1935 das Sorgerecht entzog und näheren Kontakt untersagte. Die Kinder wurden in einem dem Elternhaus gegenüberliegenden Hospital von ihrem Geburtshelfer Allan Roy Dafoe und drei weiteren Pflegern erzogen und von der Wissenschaft als Studienobjekte verwendet. Dafoe ließ sie zeitweise als Werbeträger für Maissirup und die Quaker Oats Company fungieren und wurde durch die Vermarktung der Mädchen reich und international bekannt.
Nach dem Umbau des Freizeitparks Quintland wurden sie dort jedoch von den Behörden selbst zweimal täglich vor ca. 6.000 Besuchern hinter einseitigem Spiegelglas vor insgesamt rund drei Millionen Schaulustigen zur Schau gestellt und brachten der kanadischen Staatskasse Einnahmen von etwa 500 Millionen Dollar. Der Freizeitpark wurde dadurch zur größten zeitgenössischen Touristenattraktion Ontarios. Zudem führten die Fünflinge verschiedene Vorstellungen vor Publikum auf, besonders die Vorführung There Will Always be an England war besonders erfolgreich.
Um die Kinder auseinanderhalten zu können, wurden ihnen unterschiedliche Farben und Erkennungsmerkmale zugeteilt. Yvonne, das größte der Kinder, trug die Farbe Rosa und als Merkmal ein Rotkehlchen, Annette die Farbe Mauve und ein Ahornblatt. Cecile hatte die Farbe Grün und einen Truthahn und Emilie Gelb und eine Tulpe. Marie, die Kleinste, war durch die Farbe Blau und einen Teddybär zu identifizieren.
Wegen ihrer Bekanntheit hatten die Mädchen Gelegenheit, Queen Elizabeth, die damalige britische Queen Consort Elizabeth Bowes-Lyon, zu treffen, und wurden zur Taufe mehrerer Kriegsschiffe herangezogen. Noch heute existiert das Dionne Quintuplets Museum in der Nachbarstadt North Bay.
1943 bekamen die Eltern ihre Kinder mit Hilfe eines Anwalts wieder zurück. Jedoch hatten diese ein gestörtes Verhältnis zu ihren Eltern und wurden von ihnen misshandelt und vom Vater sexuell missbraucht. Dafoe starb kurz darauf am 2. Juni 1943. Mit 19 Jahren verließen die Kinder das Elternhaus und brachen den Kontakt ab.

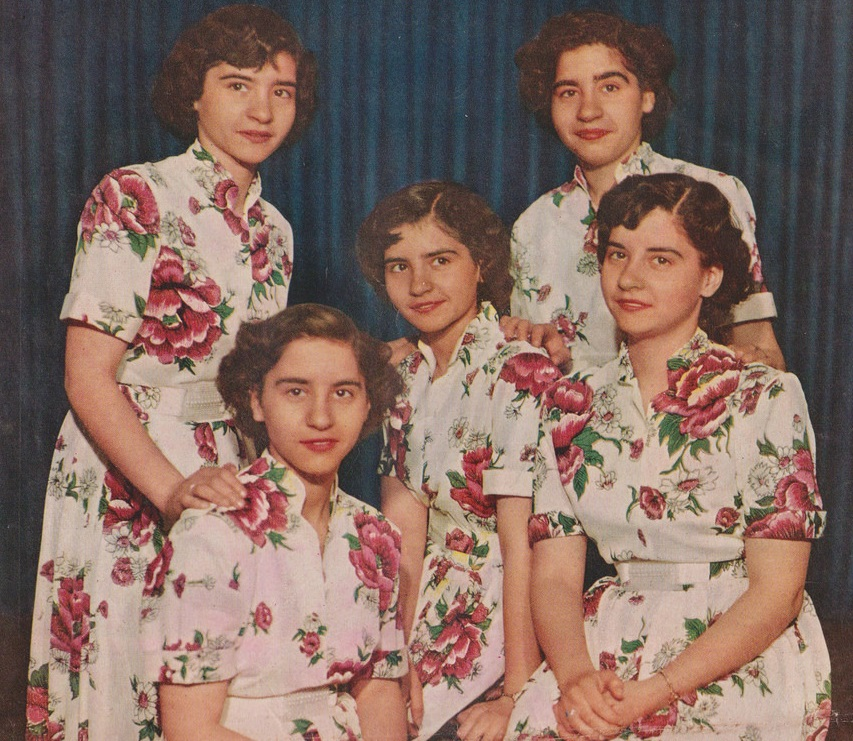
Die Fünflinge 1952

Emilie bekam Kinder innerhalb einer Ehe, starb jedoch kurz darauf im Alter von 20 Jahren am 6. August 1954 an einem epileptischen Anfall, kurz bevor sie ihr Keuschheitsgelübde ablegen und als Nonne in ein Kloster gehen wollte. Marie wurde Floristin und starb am 27. Februar 1970 zu Hause an einem Hirnthrombus. Alle Schwestern brachten insgesamt zehn Kinder zur Welt.

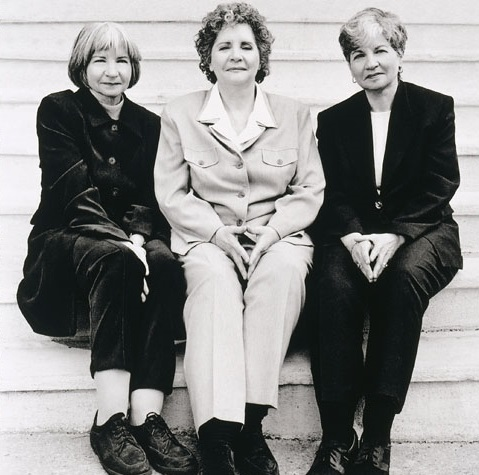
Yvonne, Cécile und Annette Dionne 1999

Yvonne, Annette und Cécile lebten später zurückgezogen in einem Vorort von Montreal. Cécile war zeitweise verheiratet. Ihr Sohn Bertrand recherchierte später über die Einnahmen des Staates durch die Fünflinge und stellte dabei fest, dass ihnen unverhältnismäßig wenig zugekommen war. 1995 veröffentlichten die drei Schwestern eine Autobiografie unter dem Titel We Were Five (Wir waren Fünf), in der sie kritisierten, dass Mehrlingsgeburten mit Entertainment verwechselt würden, und erklärten: „Unser Leben wurde ruiniert.“ Außerdem verklagten die drei Schwestern die Regierung Ontarios. Drei Jahre später entschuldigte sich Ontarios damaliger Ministerpräsident Mike Harris bei den drei Frauen und sprach ihnen vier Millionen kanadische Dollar Entschädigung zu.
Yvonne blieb unverheiratet und verbrachte eine Zeit ihres Lebens in einem Kloster. Am 23. Juni 2001 starb sie an den Folgen von Krebs.

„Wir waren die populärste Peep-Show der Welt. Unsere Kindheit glich einem sehr langen Winter … Zwar mussten wir weder auf Essen noch auf materielle Annehmlichkeiten verzichten; unser Hunger nach Liebe jedoch wurde nicht gestillt. Das Schönste, was ein Mensch im Leben haben kann, ist eine glückliche Kindheit. Durch ihre Intervention hat die Regierung uns darum betrogen. Jedes Kind, egal ob Zwilling, Drilling oder Fünfling, ist einzigartig. Sorgt dafür, dass diese Individualität niemals missachtet oder eingeschränkt wird!“

Die kanadische Regierung würdigte die Geburt der Fünflinge am 27. Februar 2018, auf Vorschlag des Historic Sites and Monuments Board of Canada, als ein „nationales historisches Ereignis“. In den Hintergrundinformationen ging die kanadische Regierung zwar auf die Auswirkungen der Geburt auf den Tourismus ein sowie die staatliche Trennung der Kinder von ihren Eltern, jedoch nicht auf die Auswirkungen des anhaltenden Medienrummels auf die Kinder und deren Entwicklung bzw. späteres Leben.

## Filme
Das Leben der Fünflinge wurde Gegenstand mehrerer Hollywoodfilme.
- The Country Doctor (1936)
- Reunion (1936)
- Five of a Kind (1938)
- Quintupland (1938)
- Der Mutter entrissen (orig. Million Dollar Babies) (1994, Kanada/USA)

Auch Walt Disney griff die Geschichte 1937 in Pluto’s Quin-puplets auf.
In den Filmen wurden sie je nach Alter von unterschiedlichen Drillingen und Zwillingen gespielt. Bei den Dreharbeiten waren sie zeitweise selbst anwesend und beschrieben dies als schmerzvolle Erfahrung („Zu sehen, wie traurig unser Leben tatsächlich war, tut sehr weh.“ (Annette))